# Xuồng CQ
Xuồng CQ  hay còn gọi là Xuồng Chủ Quyền là một loại phương tiện được nhiều đơn vị đóng quân của Việt Nam sử dụng trên Biển Đông. Xuồng có khả năng trượt trên san hô, đá cuội, không bị chìm, không bị thủng hay méo khi va đập. Đặc biệt, xuồng CQ có khả năng chạy xuyên qua sóng, chịu thêm được 1-2 cấp sóng so với xuồng thông thường.
Xuồng CQ giúp vận chuyển người và hàng hóa ra vào những điểm đảo/đá hay giữa điểm đảo/đá này và điểm đảo/đá khác do Việt Nam kiểm soát ở quần đảo Trường Sa thuộc Biển Đông. Xuồng đã nhiều lần cứu hộ cho ngư dân và tàu cá gặp nạn, đồng thời ngăn chặn rất nhiều lượt tàu nước khác xâm nhập vào khu vực quần đảo mà Việt Nam tuyên bố chủ quyền này. Xuồng CQ còn được gọi là "Xuồng cao tốc Trường Sa" hoặc "Xuồng Cá Mập".

## Thông số kỹ thuật
Xuồng CQ được chế tạo bởi Viện Kỹ thuật Hải quân trực thuộc Bộ Quốc phòng (Việt Nam). Chủ dự án là Đại tá Bùi Sĩ Tạo - nguyên trưởng phòng kĩ thuật vỏ tàu của Viện Kỹ thuật Hải quân.
Xuồng CQ được bắt đầu nghiên cứu và chế tạo vào đầu năm 2005 khi mà tình hình khu vực Biển Đông có nhiều biến động. Bộ tư lệnh Hải quân (Việt Nam) đã giao cho Viện kỹ thuật Hải quân nghiên cứu chế tạo một chiếc xuồng khắc phục được những nhược điểm mà những chiếc xuồng cũ đang gặp phải.
Sau gần một năm, chiếc xuồng nghiên cứu đã hoàn thành trên bản vẽ và về phần lý thuyết, chiếc xuồng có thể đạt được những tính năng như yêu cầu đặt ra và tất cả cùng bắt tay vào chế tạo chiếc xuồng đầu tiên. Phần vỏ tàu được chế tạo từ vật liệu composite, có khả năng chịu được lực tác động lớn đồng thời có tuổi thọ cao.
Tháng 3 năm 2006, chiếc xuồng đầu tiên do Phòng Vỏ tàu nghiên cứu chế tạo đã hoàn thành và được đặt tên là xuồng CQ-01 ("xuồng Chủ Quyền 01").
Từ năm 2007, Hải quân Việt Nam đã chế tạo nhiều xuồng CQ và cải tiến nhiều tính năng quan trọng.
- Chiều dài lớn nhất thân xuồng: 7,69m
- Chiều dài thiết kế: 6,5m
- Chiều rộng lớn nhất thân xuồng: 2,34m
- Chiều chìm: 0,42m
- Lượng choán nước lớn nhất: 2,8m3
- Số lượng người chuyên chở: 6 người
- Tốc độ xuồng: 20 hải lý/giờ

Xuồng CQ có tải trọng hơn 1 tấn và có thể chở tối đa 15 người.

## Vật liệu đóng xuồng

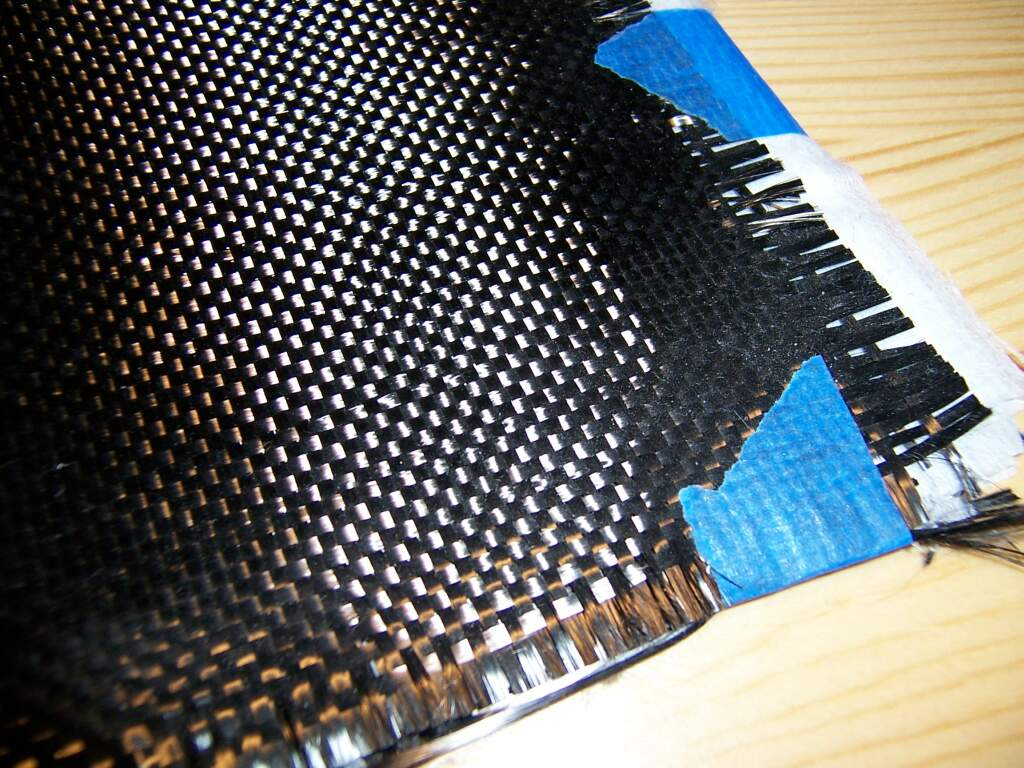
Vải đan từ những sợi cacbon

Xuồng CQ được đóng bằng vật liệu composite giúp cho xuồng nhẹ, chịu nén, chịu kéo và chịu ăn mòn tốt.
Vật liệu composite rất nhẹ; khối lượng chỉ bằng 40% so với nhôm ở cùng thể tích. Nhờ ưu điểm này mà vật liệu composite đã được sử dụng để thay thế kim loại trong các sản phẩm của ngành cơ khí, chế tạo máy,...và đóng xuồng XQ.
Người ta có thể phủ lên mặt vật liệu composite một lớp nhũ có ánh kim để tạo cảm giác giống kim loại.
Thành phần cấu tạo:

Thành phần cốt
- Sợi thủy tinh
- Sợi bazan
- Sợi hữu cơ
- Sợi cacbon
- Sợi bor
- Sợi carbide silic
- Sợi kim loại
- Sợi ngắn và các hạt phân tán
- Cốt vải

Vật liệu nền
- Chất liệu nền polyme nhiệt rắn
- Chất liệu nền polyme nhiệt dẻo
- Chất liệu nền cacbon
- Chất liệu nền kim loại

## Động cơ
Động cơ của xuồng CQ có hiệu Yanmar 4LHA-STP với công suất 240 HP/3.300 vòng phút và thiết bị đẩy đồng bộ theo máy. Động cơ có xuất xứ từ Nhật Bản.
Đặc tính:
| Đặc tính kỹ thuật                 | Thông số                                                      |
| --------------------------------- | ------------------------------------------------------------- |
| Loại động cơ                      | Động cơ diesel 4 thì, làm mát bằng nước                       |
| Công suất và moomen xoắn định mức | * 177 kW (240 mhp) / 3300 rpm - - 169 kW (230 mhp) / 3300 rpm |
| Công suất và moomen xoắn đầu trục | 140 kW (190 mhp) / 3100 rpm                                   |
| Bán kính đầu trục                 | 3.455 L (211 cu in)                                           |
| Đường kính ngõ ra                 | 100 mm x 110 mm                                               |
| Xi lanh                           | 4 thì                                                         |
| Cơ chế                            | Đốt trực tiếp                                                 |
| Điện áp khởi động                 | 12v DC                                                        |
| Điện áp và dòng nạp               | 12 V - 80 A                                                   |
| Làm mát                           | Làm mát thủy lực bằng nước                                    |
| Hệ thống bôi trơn                 | Bôi trơn cưỡng bức                                            |
| Trọng lượng                       | 365 kg                                                        |
| Tiêu chuẩn khí thải               | EU RCD, BSO II, EMC                                           |
| Độ gắng kết                       | Thông qua trục khuỷu và các ron cao su chịu mài mòn.          |

## Vũ khí
Xuồng CQ được trang bị súng NSV loại súng máy sử dụng loại đạn 12.7x108mm của Liên Xô, được thiết kế bởi G. I. Nikitin (Г. И. Никитин), Y. S. Sokolov (Ю. М. Соколов) và V. I. Volkov (В. И. Волков). NSV được thiết kế để thay thế khẩu DShK và đã được đưa vào sử dụng trong quân đội Liên Xô năm 1971. Nó đã bị cho ra khỏi biên chế vì bị thay thế bởi súng máy hạng nặng Kord và không còn được sản xuất tại Nga. Bản quyền sản xuất NSV được trao cho Kazakhstan sau khi Liên Xô tan rã. NSV được sản xuất tại Bulgaria, Ấn Độ, Ba Lan và Nam Tư dưới giấy phép sản xuất có bản quyền.

| Đặc tính kỹ thuật | Thông số                                |
| ----------------- | --------------------------------------- |
| Khối lượng        | 25 kg (55,12 lb)} (chỉ có súng)         |
|                   | 41 kg (90.39 lb) (với bệ chống ba chân) |
|                   | 11 kg (24.25 lb) (dây đạn 50 viên)      |
| Đạn               | 12.7x108mm                              |
| Cơ cấu hoạt động  | Nạp đạn bằng khí nén                    |
| Tốc độ bắn        | 700–800 viên/phút                       |
| Sơ tốc:           | 845 m/s                                 |
| Tầm bắn hiệu quả  | 1,5 km khi phòng không                  |
|                   | 2 km khi tấn công các mục tiêu mặt đất  |
| Cơ cấu nạp        | Dây đạn 50 viên                         |